# ایمن عبدالحمید سلیمان
ایمن عبدالحمید سلیمان (انگلیسی: Ayman Abdel Hamid Soliman؛ زادهٔ ۱۹۶۶) بازیکن هندبال اهل مصر بود.